# Bigg Boss 9
https://es.wikipedia.org/w/index.php?title=Bigg_Boss_9&gesuggestededit=1&veaction=edit#caption:~:text=Publicar%20cambios%E2%80%A6-,Bigg%20Boss%209,Insertar%20p%C3%A1rrafo,-A%C3%B1adir%20una%20leyendahttps://es.wikipedia.org/w/index.php?title=Bigg_Boss_9&gesuggestededit=1&veaction=edit#caption:~:text=Publicar%20cambios%E2%80%A6-,Bigg%20Boss%209,Insertar%20p%C3%A1rrafo,-A%C3%B1adir%20una%20leyenda

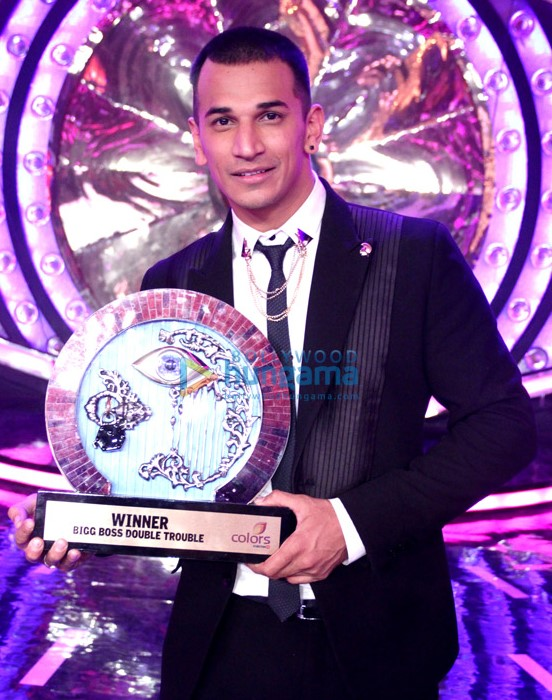
Imagen

Bigg Jefe 9, también conocido como Bigg Boss: Double Trouble (estilizado como Bigg Boss: Nau) es la novena temporada de la serie de Realitys india Bigg Boss que fue emitida por primera vez el 11 de octubre de 2015 en Colors TV. Salman Khan regresó como anfitrión de la novena temporada. Mandana Karimi, Rishabh Sinha, Rochelle Rao y Prince Narula quedaron como finalistas. El 23 de enero de 2016 el Príncipe Narula fue declarado el ganador de esta temporada en la Grand Finale. Rishabh Sinha fue subcampeón.

## Producción y promoción
Las secciones de la casa están muy decoradas, y los exteriores han sido construidos para recrear el Jardín del Eden. El primer vídeo promocional para la temporada salió el 6 de septiembre de 2015.

## Concursantes
- Aman Yatan Verma - Expulsado 22 de noviembre de 2015
- Ankit Gera - Expulsado 18 de octubre de 2015
- Arvind Vegda - Expulsado 31 de octubre de 2015
- Digangana Suryavanshi - Expulsado 7 de diciembre de 2015
- Keith Sequeira - Salida provisional el 6 de noviembre de 2015 debido a emergencia familiar. Reintroducido a Bigg Boss 9 el 28 de noviembre de 2015. Expulsado definitivamente el 20 de enero de 2016
- Kishwar Mercader - Expulsado 8 de enero de 2016
- Mandana Karimi - Segundo subcampeón
- Prince Narula - Declarado el ganador el 23 de enero de 2016
- Rochelle Maria Rao - Tercer subcampeón
- Roopal Tyagi - Expulsado 25 de octubre de 2015
- Rimi Sen - Expulsado 1 de diciembre de 2015
- Suyyash Rai- Expulsado 3 de enero de 2016
- Vikas Bhalla - Expulsado 1 de noviembre de 2015
- Yuvika Chaudhary - Expulsado 8 de noviembre de 2015

### Entradas de "Wild Card"
- Rishabh Sinha - Entrada 2 de noviembre de 2015 - Subcampeón
- Puneet Vashishtha -  Entrada 5 de noviembre de 2015 - Expulsado 15 de noviembre de 2015[7]
- Kawaljeet Singh - Entrada 20 de noviembre de 2015 - Expulsado 13 de diciembre de 2015
- Priya Malik - Entrada 23 de noviembre de 2015 - Expulsado 16 de enero de 2016
- Nora Fatehi - Entrada 8 de diciembre de 2015 - Expulsado 2 de enero de 2016
- Gizele Thakral - Entrada 8 de diciembre de 2015 - Expulsado 27 de diciembre de 2015